# 12 stolica (1971.)
12 stolica (rus. "12 сту́льев") - ekranizacija istoimenog romana Iljfa i Petrova u dva dijela iz 1971. redatelja Leonida Gajdaja. Film je bio premijerno prikazan u kinodvoranama 21. lipnja 1971.
Bez obzira na mnoge netočnosti i razlike u radnji i likovima romana, Gajdajev film se smatra jednom od najboljih ekranizacija romana Iljfa i Petrova. Film zauzima 168. mjesto na listi 250 najboljih filmova prema anketi posjetitelja portala KinoPoisk.

## Radnja
Za vrijeme revolucije i kratkog razdoblja ratnog komunizma iza nje mnogi su skrivali svoje dragocjenosti. Kisa Vorobjaninov, bivši stargorodski predvodnik plemstva i svjetski laf, a danas (1927.) skromni poslovođa matičnog ureda, doznaje od svoje svekrve na samrti da je ona sakrila svoje briljante i bisere u vrijednosti od 150 tisuća zlatnih rubalja ispod tkanine jedne od dvanaest stolica garniture poznatog majstora Genriha Gambsa. Pustivši sve, Vorobjaninov se baca u potragu za stolicama u Stargorodu, gdje pronalazi svojeg bivšeg pazikuću Tihona. Tamo upoznaje mladog pustolova, "velikog kombinatora" Ostapa Bendera. Taj na prijevaru izvuče iz njega razlog zbog kojeg je došao u Stargorod, te se nudi da mu pomogne u tom pustolovnom poduhvatu za nagradu od 40 posto. Situaciju ne olakšava ni to što za svekrvinu tajnu zna i otac Fjodor koji ju je ispovjedio i koji cijeli život mašta o vlastitoj maloj tvornici svijeća u Samari. Zahvaljujući Vorobjaninovoj gluposti, koji se sjetio uzeti novac koji ima u restoran, stolice, koje se na aukciji prodaju na veliko, "bježe" iz ruku. Ispostavlja se da nije jednostavno naći tragove razdvojene garniture.

## Uloge
- Arčil Gomiašvili - Ostap Bender (glas mu je posudio Jurij Sarancev, a pjesme otpjevao Valerij Zolotouhin)
- Sergej Fillipov - Kisa Vorobjaninov
- Mihail Pugovkin - otac Fjodor Vostrikov
- Klara Rumjanova - matuška Katerina Aleksandrovna, žena oca Fjodora
- Jurij Nikulin - Tihon, pazikuća
- Grigorij Špigelj - Aleksandr Jakovljevič, Aljhen
- Natalja Kračkovskaja  - madam Gricacujeva
- Glikerija Bogdanova-Česnokova - Jelena Stanislavovna Bour
- Nikolaj Pažitnov - Čarušnikov
- Gotlib Roninson - Kisljarskij
- Nikolaj Gorlov - Viktor Mihajlovič Polesov
- Natalja Varlej - Jelizaveta Petrovna Kalačova (glas posudila Nadežda Rumjanceva)
- Viktor Pavlov - Kolja, muž Jelizavete Kalačove
- Natalja Vorobjova - Elločka Ščukina
- Igor Jasulovič - Ernest Ščukin, inženjer, Elločkin muž
- Nina Grebeškova - Musik / carica Tamara
- Vladimir Etuš - Andrej Bruns, inženjer
- Georgij Vicin - Mečnikov, monter
- Leonid Gajdaj - Varolomej Korobejnikov
- Roman Fillipov - Nikifor Ljapis-Trubeckoj, pjesnik
- Jevdokija Urusova - Klavdija Ivanovna Petuhova, Vorobjaninova svekrva
- Ivan Ževago - Djadjev / urednik novina "Stanok"
- Aleksandr Hvylja - Vakhanjuk, vlasnik dućana

## Činjenice o filmu
- Roman Iljfa i Petrova je htio ekranizirati Georgij Danelija, koji je kasnije imao "blokadu", te je poklonio snimke Gajdaju.
- Za ulogu Ostapa se natjecalo više od dvadeset glumaca: Vladimir Visocki, Aleksej Batalov, Oleg Borisov, Valentin Gaft, Andrej Mironov, Aleksandr Beljavskij, Nikita Mihalkov, Nikolaj Gubenko, itd. Redatelj je pronašao Arčila Gomiašvilija u provinciji. Glumac nije mogao dati glas Benderu, prema jednoj verziji, zbog bolesti, a prema drugoj Gajdaj mu to nije dopustio jer nije htio da Bender ima gruzijski naglasak. U filmu mu je glas posudio Jurij Sarancev, međutim, u nekim scenama se čuje i Gomiašvilijev glas.
- Prije snimanja Sergeju Filippovu (Kisa Vorobjaninov) su započele snažne glavobolje zbog tumora mozga, te je zato Gajdaj pozvao Rostislava Pljatta da ga zamijeni. Međutim, Filippov je izjavio da će odigrati ulogu u svakom slučaju. Problem je bio riješen kad su glasine o Filippovljevoj želji došle do Pljatta, te je sam ustupio ulogu Vorobjaninova Filippovu, dok Pljatt u filmu čita tekst autora.[2]
- Za ulogu madam Gricacujeve su bile pozvane Galina Volček, kojoj je dana prednost, i Nonna Mordjukova, koja se nije pokazala dovoljno komičnom. Na kraju je zvučni operator Vladimir Kračkovskij doveo na set svoju suprugu, studenticu Sveruskog državnog instituta kinematografije "S.A. Gerasimov", Natalju Kračkovskuju. Gajdaj ju je pogledao i rekao: "Evo je, mašta pjesnika".[3]
- U objema sovjetskim ekranizacijama romana 12 stolica (verzije iz 1971. i 1976.) pojavljuju se isti glumci, od kojih su neki odigrali iste uloge.
- Gradske snimke su nastale u gradu Rybinsku.
- Spomenik Iljfu i Petrovu, prikazan na kraju filma, u stvarnosti nikad nije postojao.

## Vanjske poveznice
- 12 stolica na Kino Rossii
- Enciklopedija domaćeg kina, 12 stolica[neaktivna poveznica]
- Murenkova, A., Brendy istinnyje i hudožestvennyje v romanah Iljfa i Petrova, Voronježski državni univerzitet, 16. ožujka 2005.
- Veligžanina, A., Gajdaj zabrakoval 22 Ostapa, Komsomoljska pravda, 30. siječnja 2003.
- ProgulKino, Gde snimali '12 stuljev', 2. srpnja 2011.
- 12. stolica, I. dio na službenom kanalu Mosfilma na YouTubeu
- 12. stolica, II. dio na službenom kanalu Mosfilma na YouTubeu